# 二見甚郷
二見 甚郷（ふたみ じんごう、1888年10月16日 - 1968年11月17日）は、日本の政治家、外交官。宮崎県知事（公選第3代）。宮崎市長（第9代）。衆議院議員（1期）。参議院議員（1期）。

## 経歴
宮崎県東諸県郡高岡町（現宮崎市）出身。宮崎県立宮崎中学校、第七高等学校造士館（現在の鹿児島大学）を経て、1915年東京帝国大学法学部政治学科卒。同年外交官及領事官試験に合格し外務省に入省、1923年退官。1928年に衆議院議員に当選。1933年には在郷軍人の国家主義団体である明倫会を結成し宣伝部長に就任。1941年駐タイ公使を経て、1945年宮崎市長となる。1947年の公選制となっての最初の県知事選では、得票数1位となるも法定得票数に届かず、安中忠雄との決選投票となるが、投票直前に公職追放された。公職追放解除後の1955年の知事選挙で当選し知事を1期務めた。1959年知事を辞職。同年の第5回参議院議員通常選挙で宮崎地方区から自由民主党公認で立候補して当選し、参議院議員となり、1期務めた。
1968年11月17日死去、81歳。死没日をもって正五位から従四位に叙される。

## 栄典
- 1920年（大正9年）9月7日 - 勲六等瑞宝章[4]
- 1965年（昭和40年）11月4日 - 勲二等瑞宝章（勲四等からの昇叙）[5]
- 1968年（昭和43年）11月17日 - 従四位